# Golpe de Estado na Guiné-Bissau em 1980
O Golpe de Estado na Guiné-Bissau em 1980 foi um golpe militar sem derramamento de sangue ocorrido na Guiné-Bissau em 14 de novembro de 1980, liderado pelo então primeiro-ministro, o general João Bernardo Vieira.  Este evento levou à deposição do presidente Luís Cabral, que ocupava o cargo desde 1973. Além disso, resultou no abandono da proposta de unificação da Guiné-Bissau com Cabo Verde, um país lusófono da África Ocidental. O ramo cabo-verdiano do Partido Africano para a Independência da Guiné e Cabo Verde (o partido governante em ambos os países) separou-se e formou um novo partido, o Partido Africano da Independência de Cabo Verde, em janeiro de 1981 sob a liderança de Aristides Pereira, presidente de Cabo Verde e ex-Secretário-Geral do PAIGC.
O general Vieira anunciou a criação do Conselho Revolucionário, que exerceria todos os poderes executivos e legislativos no país. Posteriormente, desenvolveu-se uma luta pelo poder  entre Vieira e Victor Saúde Maria, primeiro-ministro e vice-presidente do Conselho Revolucionário, único membro civil do órgão, sendo este último exilado em Portugal em março de 1984. Dois meses depois uma nova Constituição foi promulgada, proclamando Vieira como Presidente e devolvendo o país ao governo civil.
O próprio Vieira seria deposto na Guerra Civil de 1998-1999 e exilado em Portugal em junho de 1999,  mas regressaria ao país em 2005  e seria novamente eleito para a presidência,   ocupando o cargo até o seu assassinato por um grupo de soldados em 2 de março de 2009.